# Kreis Prenzlau
| Basisdaten                                  | Basisdaten                                  |
| ------------------------------------------- | ------------------------------------------- |
| Bezirk der DDR                              | Neubrandenburg                              |
| Kreisstadt                                  | Prenzlau                                    |
| Fläche                                      | 795 km² (1989)                              |
| Einwohner                                   | 43.237 (1989)                               |
| Bevölkerungsdichte                          | 54 Einwohner/km² (1989)                     |
| Kfz-Kennzeichen                             | C (1952–1990) CL (1974–1990) PZ (1991–1993) |
|                                             |                                             |
| Der Kreis Prenzlau im Bezirk Neubrandenburg |                                             |

Der Kreis Prenzlau war ein 1952 neu zugeschnittener Landkreis im Bezirk Neubrandenburg der DDR. Von 1990 bis 1993 bestand er als Landkreis Prenzlau im Land Brandenburg fort. Sein Gebiet liegt heute im Landkreis Uckermark in Brandenburg. Der Sitz der Kreisverwaltung befand sich in Prenzlau.

## Geographie

### Lage
Der Kreis Prenzlau lag in der Uckermark und wurde von der Ucker durchflossen, die in der Mitte des Kreisgebiets den Unteruckersee bildete.

### Nachbarkreise
Der Kreis Prenzlau grenzte im Uhrzeigersinn im Norden beginnend an die Kreise Strasburg, Pasewalk, Angermünde, Templin und Neustrelitz.

## Geschichte
Bereits in der preußischen Provinz Brandenburg bestand im Regierungsbezirk Potsdam seit 1816 ein Landkreis Prenzlau. Nach dem Zweiten Weltkrieg gehörte dieser Landkreis zum Land Brandenburg, zunächst in der Sowjetischen Besatzungszone und seit 1949 in der DDR.
Bei einer ersten Kreisreform in der DDR wurde der (alte) Landkreis Prenzlau am 1. Juli 1950 um Gemeinden der Landkreise Randow und Templin vergrößert bei gleichzeitiger Abtretung von Gemeinden an den Landkreis Pasewalk.
Am 25. Juli 1952 wurden im Zuge einer weiteren Verwaltungs- und Kreisreform unter anderem die fünf Länder der DDR aufgelöst und stattdessen 14 Bezirke gegründet. Teile des Landkreises Prenzlau fielen an die Kreise Templin, Pasewalk und Strasburg, während aus dem verbleibenden Kreisgebiet zusammen mit Gemeinden der Landkreise Angermünde und Templin der (neue) Kreis Prenzlau mit Sitz in Prenzlau gebildet wurde. Der Kreis wurde dem neuen Bezirk Neubrandenburg zugeordnet. Am 1. Januar 1956 wechselte die Gemeinde Polßen aus dem Kreis Prenzlau in den Kreis Angermünde im Bezirk Frankfurt (Oder) und am 1. Januar 1962 wechselte die Gemeinde Kröchlendorff aus dem Kreis Templin in den Kreis Prenzlau.

## Bevölkerung

### Bevölkerungsentwicklung des Kreises
| Jahr      | 1960   | 1971   | 1981   | 1989   |
| Einwohner | 49.287 | 48.365 | 44.559 | 43.237 |

### Bevölkerung der kreisangehörigen Gemeinden
Der Kreis Prenzlau zählte am 3. Oktober 1990 folgende 44 Gemeinden, von denen immerhin 6 ihre Selbständigkeit bewahren konnten (grün unterlegt).

| TGS    | AGS      | Gemeinde           | Einwohner  | Einwohner | Einwohner  |
| TGS    | AGS      | Gemeinde           | 31.12.1989 | 3.10.1990 | 31.12.1990 |
| ------ | -------- | ------------------ | ---------- | --------- | ---------- |
| 030801 | 12039010 | Arendsee           | 292        | 288       | 285        |
| 030802 | 12039020 | Beenz              | 322        | 316       | 320        |
| 030803 | 12039030 | Bertikow           | 207        | 201       | 204        |
| 030804 | 12039040 | Bietikow           | 221        | 218       | 224        |
| 030805 | 12039050 | Blankenburg        | 442        | 435       | 434        |
| 030806 | 12039060 | Blindow            | 187        | 179       | 177        |
| 030807 | 12039070 | Carmzow            | 499        | 497       | 489        |
| 030809 | 12039090 | Damme              | 320        | 310       | 305        |
| 030810 | 12039100 | Dauer              | 221        | 214       | 214        |
| 030811 | 12039110 | Dedelow            | 1.242      | 1.220     | 1.248      |
| 030812 | 12039120 | Drense             | 196        | 182       | 179        |
| 030813 | 12039130 | Eickstedt          | 466        | 463       | 453        |
| 030814 | 12039140 | Falkenhagen        | 181        | 175       | 170        |
| 030815 | 12039150 | Falkenwalde        | 386        | 397       | 401        |
| 030816 | 12039160 | Ferdinandshorst    | 143        | 140       | 139        |
| 030817 | 12039170 | Fürstenwerder      | 1.035      | 1.007     | 9.93       |
| 030818 | 12039180 | Göritz             | 951        | 943       | 943        |
| 030819 | 12039190 | Gollmitz           | 889        | 877       | 871        |
| 030820 | 12039200 | Gramzow            | 1.355      | 1.331     | 1.329      |
| 030823 | 12039230 | Grünow             | 426        | 419       | 413        |
| 030824 | 12039240 | Güstow             | 237        | 228       | 228        |
| 030825 | 12039250 | Hohengüstow        | 393        | 375       | 365        |
| 030826 | 12039260 | Holzendorf         | 280        | 277       | 276        |
| 030827 | 12039270 | Klinkow            | 261        | 254       | 252        |
| 030828 | 12039280 | Kraatz             | 127        | 122       | 119        |
| 030829 | 12039290 | Ludwigsburg        | 536        | 539       | 533        |
| 030830 | 12039300 | Lützlow            | 421        | 422       | 414        |
| 030831 | 12039310 | Meichow            | 308        | 301       | 302        |
| 030835 | 12039350 | Parmen-Weggun      | 513        | 501       | 503        |
| 030836 | 12039360 | Potzlow            | 520        | 526       | 517        |
| 030837 | 12039370 | Prenzlau, Stadt    | 23.726     | 23.474    | 23.315     |
| 030839 | 12039390 | Röpersdorf         | 339        | 330       | 329        |
| 030840 | 12039400 | Schapow            | 642        | 637       | 638        |
| 030841 | 12039410 | Schenkenberg       | 354        | 333       | 334        |
| 030842 | 12039420 | Schmölln           | 767        | 768       | 759        |
| 030843 | 12039430 | Schönermark        | 718        | 708       | 702        |
| 030844 | 12039440 | Schönfeld          | 862        | 851       | 861        |
| 030845 | 12039450 | Schönwerder        | 328        | 323       | 319        |
| 030847 | 12039470 | Seehausen          | 195        | 190       | 189        |
| 030848 | 12039480 | Seelübbe           | 196        | 187       | 188        |
| 030849 | 12039490 | Sternhagen         | 277        | 281       | 279        |
| 030850 | 12039500 | Wallmow            | 322        | 317       | 320        |
| 030851 | 12039510 | Warnitz            | 771        | 756       | 752        |
| 030853 | 12039530 | Ziemkendorf        | 163        | 157       | 154        |
| 0308   | 12039    | Landkreis Prenzlau | 43.237     | 42.669    | 42.439     |

## Wirtschaft
Bedeutende Betriebe waren unter anderem
- VEB Armaturenwerk Prenzlau; (zuletzt Teil des Armaturenkombinats)
- VEB Zuckerfabrik Prenzlau
- VEB Landtechnische Industrieanlagen Prenzlau; (zuletzt Teil des Ausrüstungskombinats für Rinder- und Schweineanlagen)
- VEB Uckermärker Brauerei Prenzlau

## Verkehr
Die Autobahn Berliner Ring–Stettin durchquerte das östliche Kreisgebiet. Dem überregionalen Straßenverkehr dienten außerdem die F 109 von Berlin über Prenzlau nach Greifswald sowie die F 198 von Angermünde über Prenzlau nach Neustrelitz.
Das Kreisgebiet war durch die Bahnstrecken Angermünde–Prenzlau–Stralsund, Löwenberg–Templin–Prenzlau, Prenzlau–Gramzow, Prenzlau–Löcknitz und Prenzlau–Strasburg in das Netz der Deutschen Reichsbahn eingebunden.

## Kreisangehörige Gemeinden und Städte
Aufgeführt sind alle Orte, die am 25. Juli 1952 bei Einrichtung des Kreises Prenzlau eigenständige Gemeinden waren. Eingerückt sind Gemeinden, die bis zum 5. Dezember 1993 ihre Eigenständigkeit verloren und in größere Nachbargemeinden eingegliedert wurden, oder die sich mit anderen Gemeinden zusammengeschlossen hatten.
- Prenzlau, Kreisstadt
- Arendsee (heute ein Gemeindeteil der Gem. Nordwestuckermark)
  - Baumgarten (am 1. Juli 1961 schlossen sich Baumgarten und Kleptow zur neuen Gemeinde Ludwigsburg zusammen[4]) (heute ein Gemeindeteil der Gem. Schenkenberg)
- Beenz (heute ein Gemeindeteil der Gem. Nordwestuckermark)
- Bertikow (heute ein Ortsteil der Gemeinde Uckerfelde)
- Bietikow (heute ein Ortsteil der Gemeinde Uckerfelde)
- Blankenburg (heute ein Ortsteil der Gemeinde Oberuckersee)
- Blindow (heute ein Ortsteil der Stadt Prenzlau)
- Carmzow (heute ein Ortsteil der Gemeinde Carmzow-Wallmow)
  - Cremzow (wurde am 1. Januar 1974 in Carmzow eingemeindet[4]) (heute ein Gemeindeteil der Gemeinde Carmzow-Wallmow)
- Damme (heute Ortsteil der Gemeinde Grünow)
- Dauer (heute ein Ortsteil der Stadt Prenzlau)
- Dedelow (heute ein Ortsteil der Stadt Prenzlau)
- Drense (heute Ortsteil der Gemeinde Grünow)
- Eickstedt (heute ein Ortsteil der Gemeinde Randowtal)
  - Ellingen (wurde am 1. Juli 1961 nach Dedelow eingemeindet[4]) (heute ein Wohnplatz der Stadt Prenzlau)
- Falkenhagen (heute ein Gemeindeteil der Gem. Nordwestuckermark)
- Falkenwalde (heute ein Ortsteil der Gemeinde Uckerfelde)
- Ferdinandshorst (heute ein Ortsteil der Gemeinde Nordwestuckermark)
- Fürstenwerder (heute ein Ortsteil der Gemeinde Nordwestuckermark)
- Gollmitz (heute ein Ortsteil der Gemeinde Nordwestuckermark)
- Gramzow (Gemeinde und Ortsteil)
  - Grenz (wurde am 1. Januar 1973 nach Ziemkendorf eingemeindet[4]) (heute ein Wohnplatz der Gemeinde Randowtal)
  - Groß Sperrenwalde (wurde am 1. Juli 1967 nach Beenz eingemeindet) (heute ein Gemeindeteil der Gem. Nordwestuckermark)
  - Grünheide (wurde am 1. Januar 1970 nach Warnitz eingemeindet)
- Grünow (heute Gemeinde und Ortsteile)
- Güstow (heute ein Ortsteil der Stadt Prenzlau)
- Hohengüstow (heute ein Ortsteil der Gemeinde Uckerfelde)
- Holzendorf (heute ein Ortsteil der Gemeinde Nordwestuckermark)
  - Kleptow (am 1. Juli 1961 schlossen sich Baumgarten und Kleptow zur neuen Gemeinde Ludwigsburg zusammen[4]) (heute ein Gemeindeteil der Gem. Schenkenberg)
- Klinkow (heute ein Ortsteil der Stadt Prenzlau)
  - Klockow (wurde am 1. Januar 1958 nach Schönfeld eingemeindet[4]) (heute ein Gemeindeteil von Schönfeld)
- Kraatz (heute ein Ortsteil der Gemeinde Nordwestuckermark)
  - Lindenhagen (wurde am 1. Juli 1961 nach Sternhagen eingemeindet[4]) (heute ein Gemeindeteil der Gem. Nordwestuckermark)
- Ludwigsburg (entstand am 1. Juli 1961 durch den Zusammenschluss von Baumgarten und Kleptow[4]) (heute ein Ortsteil der Gem. Schenkenberg)
- Lützlow (heute Ortsteil der (Groß-)Gemeinde Gramzow)
- Meichow (heute Ortsteil der (Groß-)Gemeinde Gramzow)
  - Melzow (wurde am 1. Januar 1970 nach Warnitz eingemeindet)
  - Naugarten, am 1. Januar 1974 zu Schönermark (heute ein Ortsteil der Gemeinde Nordwestuckermark)
  - Neumeichow (wurde am 1. Januar 1973 nach Meichow eingemeindet[4]) (heute ein Wohnplatz der Gemeinde Gramzow)
  - Parmen (am 1. Juli 1965 schlossen sich Parmen und Weggun zur neuen Gemeinde Parmen-Weggun zusammen[4]) (heute ein Gemeindeteil der Gemeinde Nordwestuckermark)
- Parmen-Weggun (entstand am 1. Juli 1965 durch den Zusammenschluss von Parmen und Weggun[4]) (heute aufgelöst; Parmen und Weggun sind heute Gemeindeteile der Gemeinde Nordwestuckermark)
- Potzlow (heute ein Ortsteil der Gemeinde Oberuckersee)
  - Rittgarten, am 1. April 1979 zu Schapow
- Röpersdorf (heute ein Wohnplatz im Ortsteil Sternhagen/Röpersdorf der Gemeinde Nordwestuckermark)
- Schapow (heute ein Ortsteil der Gemeinde Nordwestuckermark)
- Schenkenberg (heute Gemeinde und Ortsteil Schenkenberg)
- Schmölln (heute ein Ortsteil der Gemeinde Randowtal)
- Schönermark (heute ein Ortsteil der Gemeinde Nordwestuckermark)
- Schönfeld (Gemeinde und Gemeindeteil der gleichnamigen Gemeinde)
- Schönwerder (heute ein Ortsteil der Stadt Prenzlau)
  - Schwaneberg (wurde am 1. Januar 1974 nach Schmölln eingemeindet[4]) (heute ein Wohnplatz der Gemeinde Randowtal)
- Seehausen (heute ein Ortsteil der Gemeinde Oberuckersee)
- Seelübbe (heute ein Ortsteil der Stadt Prenzlau)
- Sternhagen (heute ein Wohnplatz im Ortsteil Sternhagen/Röpersdorf der Gemeinde Nordwestuckermark)
- Wallmow (heute ein Ortsteil der Gemeinde Carmzow-Wallmow)
- Warnitz (heute ein Ortsteil der Gemeinde Oberuckersee)
  - Weggun (am 1. Juli 1965 schlossen sich Parmen und Weggun zur neuen Gemeinde Parmen-Weggun zusammen[4]) (heute ist Weggun ein Ortsteil der Gemeinde Nordwestuckermark)
  - Werbelow, am 1. Januar 1957 zu Trebenow
  - Wollin (wurde am 1. Januar 1974 nach Eickstedt eingemeindet[4]) (heute ein Wohnplatz der Gemeinde Randowtal)
- Ziemkendorf (heute ein Ortsteil der Gemeinde Randowtal)

Am 17. Mai 1990 wurde aus dem Kreis der Landkreis Prenzlau. Anlässlich der Wiedervereinigung Deutschlands kam der Landkreis Prenzlau zum wiedergegründeten Land Brandenburg. Im Zuge der Ämterbildung 1992 in Brandenburg bildeten sich die Verwaltungsgemeinschaften Amt Brüssow, Amt Gramzow, Amt Lübbenow (Uckermark), Amt Prenzlau-Land und Amt Nordwestuckermark.
Der Landkreis Prenzlau ging bei der Kreisreform, die am 6. Dezember 1993 in Kraft trat, im neuen Landkreis Uckermark auf.

## Kfz-Kennzeichen
Den Kraftfahrzeugen (mit Ausnahme der Motorräder) und Anhängern wurden von etwa 1974 bis Ende 1990 dreibuchstabige Unterscheidungszeichen, die mit dem Buchstabenpaar CL begannen, zugewiesen. Die letzte für Motorräder genutzte Kennzeichenserie war CX 50-01 bis CX 99-99.
Anfang 1991 erhielt der Landkreis das Unterscheidungszeichen PZ. Es wurde bis Ende 1993 ausgegeben. Seit dem 3. April 2014 ist es im Landkreis Uckermark erhältlich.